# آرمان‌شهر (فیلم ۲۰۱۵)
آرمان‌شهر (انگلیسی: Utopia) فیلمی در ژانر درام و محصول کشور افغانستان است که در سال ۲۰۱۵ منتشر شد.

## داستان
این فیلم داستان زنی به نام جانان (با بازی ملالی زکریا) است که همسرش هشت سال پیش در جنگ دچار قطع نخاع شده و فلج است.
جانان می‌خواهد با لقاح مصنوعی باردار و صاحب فرزند شود. او برای این کار به اسکاتلند سفر می‌کند. اما سرنوشت جانان پس از اهدای اسپرم از سوی ویلیام (یک مرد اسکاتلندی دانشجوی علوم پزشکی شاغل در کلینیک بارداری و علاقه‌مند به فلسفه و دین) تغییر می‌کند.

## شرکت در جشنواره‌های جهانی
این فیلم جوایز بسیاری را در جشنواره‌های جهانی از آن خود کرده است.
این فیلم به نیابت از سینمای افغانستان در جشنواره فیلم‌هایی آسیایی لندن در ۱۱ مارس ۲۰۱۷ به نمایش در آمد.
این فیلم نماینده افغانستان در هشتاد و هشتمین دوره جوایز اسکار در بخش جایزه اسکار بهترین فیلم خارجی‌زبان بود.